# Musées royaux des Beaux-Arts de Belgique
Musées royaux des Beaux-Arts de Belgique (nizozemsky Koninklijke Musea voor Schone Kunsten van België) je soubor několika muzeí umění chovajících státní sochařské i malířské sbírky Belgie. Počátky instituce se odvozují od let 1801–1803, kdy v Bruselu vzniklo jedno z muzeí zřizovaných v jednotlivých departmentech na územích ovládaných Francií.
Soubor muzeí tvoří šest sbírek (samostatných muzeí), hlavní část tvoří dvě sbírky, muzeum starých mistrů (Musée d'Art ancien) a muzeum moderního umění (Musée d'Art Moderne), přičemž z moderního umění se vydělilo muzeum fin-de-siècle (Musée Fin-de-Siècle) a tři menší muzea věnovaná jednotlivým umělcům (René Magritteovi, Antoine Wiertzovi, Constantinu Meunierovi). Hlavní budova, kde jsou umístěna první tři muzea, stojí v Bruselu na Coudenbergu při Place Royal. S hlavní budovou přímo sousedí samostatná budova Musée Magritte a zbylá muzea dvou umělců mají samostatné budovy v bruselském předměstí Ixelles.